# WTA Tour Championships 1998
| Prijzengeld \| Resultaat \| Prijzengeld \| \| ------------ \| ----------- \| \| winnares \| $ 500.000 \| \| finale \| $ 250.000 \| \| halve finale \| $ 125.000 \| \| tweede ronde \| $ 65.000 \| \| eerste ronde \| $ 30.000 \| |             |
| Resultaat | Prijzengeld |
| winnares | $ 500.000   |
| finale | $ 250.000   |
| halve finale | $ 125.000   |
| tweede ronde | $ 65.000    |
| eerste ronde | $ 30.000    |

De WTA Tour Championships (officieel Chase Championships) van 1998 vonden plaats van 16 tot en met 22 november 1998 in de Amerikaanse stad New York. Het was de 28e editie van het toernooi. Er werd gespeeld op overdekte tapijtbanen in de Madison Square Garden.

## Enkelspel
Het tweede reekshoofd, Martina Hingis uit Zwitserland, won het toernooi. In de finale versloeg zij de als eerste geplaatste Amerikaanse Lindsay Davenport in vier sets. Hingis wist voor het eerst in haar loopbaan het eindejaarskampioenschap op haar naam te schrijven. Het was haar 19e WTA-titel, de vijfde  van dat jaar. Zij incasseerde US$ 500.000 prijzengeld op dit toernooi. Het was de laatste maal dat de finale van het eindejaarstoernooi gespeeld werd over maximaal 5 sets.
De Belgische Dominique Van Roost werd in de tweede ronde uitgeschakeld door de Roemeense Irina Spîrlea.
Er waren geen Nederlandse deelneemsters.

### Geplaatste speelsters
- Ranglijstpositie op 9 november 1998

| Nr. | Speelster               | Rang | Resultaat    | Uitgeschakeld door  |
| --- | ----------------------- | ---- | ------------ | ------------------- |
| 1.  | Lindsay Davenport       | 1    | finale       | Martina Hingis      |
| 2.  | Martina Hingis          | 2    | winnares     | winnares            |
| 3.  | Jana Novotná            | 3    | eerste ronde | Steffi Graf         |
| 4.  | Arantxa Sánchez Vicario | 4    | eerste ronde | Irina Spîrlea       |
| 5.  | Monica Seles            | 6    | kwartfinale  | Steffi Graf         |
| 6.  | Mary Pierce             | 7    | kwartfinale  | Martina Hingis      |
| 7.  | Conchita Martínez       | 8    | kwartfinale  | Dominique Van Roost |
| 8.  | Nathalie Tauziat        | 9    | kwartfinale  | Lindsay Davenport   |

### Toernooischema
| Legenda | Legenda                  |
| ------- | ------------------------ |
| Q       | Qualifier                |
| WC      | Deelname via wildcard    |
| LL      | Lucky Loser              |
| r       | Opgave / trok zich terug |
| w/o     | Walk-over                |
| Alt     | Invaller, Alternate      |
| SE      | Special Exempt           |
| PR      | Protected Ranking        |
| d       | Diskwalificatie          |

| eerste ronde | eerste ronde            | eerste ronde | eerste ronde | eerste ronde |  |  | tweede ronde | tweede ronde        | tweede ronde | tweede ronde | tweede ronde |  |  | halve finale | halve finale      | halve finale | halve finale | halve finale |  |  | finale | finale            | finale | finale | finale | finale | finale |
|              |                         |              |              |              |  |  |              |                     |              |              |              |  |  |              |                   |              |              |              |  |  |        |                   |        |        |        |        |        |
| 1            | Lindsay Davenport       | 4            | 7            | 6            |  |  |              |                     |              |              |              |  |  |              |                   |              |              |              |  |  |        |                   |        |        |        |        |        |
|              | Sandrine Testud         | 6            | 6            | 0            |  |  | 1            | Lindsay Davenport   | 6            | 6            |              |  |  |              |                   |              |              |              |  |  |        |                   |        |        |        |        |        |
|              | Natallja Zverava        | 3            | 1            |              |  |  | 8            | Nathalie Tauziat    | 0            | 3            |              |  |  |              |                   |              |              |              |  |  |        |                   |        |        |        |        |        |
| 8            | Nathalie Tauziat        | 6            | 6            |              |  |  |              |                     |              |              |              |  |  | 1            | Lindsay Davenport | 6            | 2            | 6            |  |  |        |                   |        |        |        |        |        |
| 3            | Jana Novotná            | 7            | 4            | 1            |  |  |              |                     |              |              |              |  |  |              | Steffi Graf       | 1            | 6            | 3            |  |  |        |                   |        |        |        |        |        |
|              | Steffi Graf             | 6            | 6            | 6            |  |  |              | Steffi Graf         | 1            | 6            | 6            |  |  |              |                   |              |              |              |  |  |        |                   |        |        |        |        |        |
|              | Anna Kournikova         | 4            | 3            |              |  |  | 5            | Monica Seles        | 6            | 4            | 4            |  |  |              |                   |              |              |              |  |  |        |                   |        |        |        |        |        |
| 5            | Monica Seles            | 6            | 6            |              |  |  |              |                     |              |              |              |  |  |              |                   |              |              |              |  |  | 1      | Lindsay Davenport | 5      | 4      | 6      | 2      |        |
| 7            | Conchita Martínez       | 6            | 2            |              |  |  |              |                     |              |              |              |  |  |              |                   |              |              |              |  |  | 2      | Martina Hingis    | 7      | 6      | 4      | 6      |        |
|              | Dominique Van Roost     | 7            | 6            |              |  |  |              | Dominique Van Roost | 2            | 3            |              |  |  |              |                   |              |              |              |  |  |        |                   |        |        |        |        |        |
|              | Irina Spîrlea           | 7            | 6            |              |  |  |              | Irina Spîrlea       | 6            | 6            |              |  |  |              |                   |              |              |              |  |  |        |                   |        |        |        |        |        |
| 4            | Arantxa Sánchez Vicario | 6            | 1            |              |  |  |              |                     |              |              |              |  |  |              | Irina Spîrlea     | 2            | 6            |              |  |  |        |                   |        |        |        |        |        |
| 6            | Mary Pierce             | 6            | 6            |              |  |  |              |                     |              |              |              |  |  | 2            | Martina Hingis    | 6            | 7            |              |  |  |        |                   |        |        |        |        |        |
|              | Amanda Coetzer          | 1            | 0            |              |  |  | 6            | Mary Pierce         | 6            | 4            |              |  |  |              |                   |              |              |              |  |  |        |                   |        |        |        |        |        |
|              | Patty Schnyder          | 6            | 0            | 3            |  |  | 2            | Martina Hingis      | 7            | 6            |              |  |  |              |                   |              |              |              |  |  |        |                   |        |        |        |        |        |
| 2            | Martina Hingis          | 4            | 6            | 6            |  |  |              |                     |              |              |              |  |  |              |                   |              |              |              |  |  |        |                   |        |        |        |        |        |

| Prijzengeld \| Resultaat \| Prijzengeld (per team) \| \| ------------ \| ---------------------- \| \| winnaressen \| $ 200.000 \| \| finale \| $ 100.000 \| \| halve finale \| $ 50.000 \| \| eerste ronde \| $ 25.000 \| |                        |
| Resultaat | Prijzengeld (per team) |
| winnaressen | $ 200.000              |
| finale | $ 100.000              |
| halve finale | $ 50.000               |
| eerste ronde | $ 25.000               |

## Dubbelspel
De titelhoudsters Lindsay Davenport en Jana Novotná hadden zich beiden met een andere partner gekwalificeerd. Davenport speelde samen met Wit-Russin Natallja Zverava, met wie zij het tweede reekshoofd vormde – zij wonnen de titel. Het was hun negende gezamenlijke titel. Voor Davenport was het de 24e dubbelspeltitel; voor Zverava was het haar 81e titel. Davenport won voor de derde maal op rij het dubbelspeltoernooi, zij haalde de titels met drie verschillende partners.
Jana Novotná plaatste zich samen met de Zwitserse Martina Hingis voor het toernooi en zij waren als eerste geplaatst maar verloren in de eerste ronde van het Indonesisch/Nederlands koppel Yayuk Basuki en Caroline Vis.
Er waren geen Belgische deelneemsters.

### Geplaatste teams
- Ranglijstpositie op 9 november 1998

| Nr. | Team                               | Rang   | Resultaat    | Uitgeschakeld door                 |
| --- | ---------------------------------- | ------ | ------------ | ---------------------------------- |
| 1.  | Martina Hingis Jana Novotná        | 1+2=3  | kwartfinale  | Yayuk Basuki Caroline Vis          |
| 2.  | Lindsay Davenport Natallja Zverava | 4+3=7  | winnaressen  | winnaressen                        |
| 3.  | Lisa Raymond Rennae Stubbs         | 5+5=10 | halve finale | Lindsay Davenport Natallja Zverava |
| 4.  | Alexandra Fusai Nathalie Tauziat   | 8+7=15 | finale       | Lindsay Davenport Natallja Zverava |

### Toernooischema
| Legenda | Legenda                  |
| ------- | ------------------------ |
| Q       | Qualifier                |
| WC      | Deelname via wildcard    |
| LL      | Lucky Loser              |
| r       | Opgave / trok zich terug |
| w/o     | Walk-over                |
| Alt     | Invaller, Alternate      |
| SE      | Special Exempt           |
| PR      | Protected Ranking        |
| d       | Diskwalificatie          |